# Peter Weber (Politiker, 1968)
Peter Weber (* 14. November 1968 in Olpe) ist ein deutscher Kommunalpolitiker der CDU. Er ist Bürgermeister der sauerländischen Kreisstadt Olpe.

## Werdegang
Nach dem Abitur 1988 am Städtischen Gymnasium Olpe bestand er 1991 die Prüfung zum Diplom-Rechtspfleger (FH) und arbeitete bis 1997 als Rechtspfleger bei den Amtsgerichten Olpe, Lennestadt und Plettenberg. 1998 wurde er stellvertretender Geschäftsleiter des Amtsgerichts Siegen und beendete 2001 ein Aufbaustudium der Verwaltungsbetriebswirtschaftslehre. Nach kurzer Tätigkeit beim Oberlandesgericht Hamm kehrte Peter Weber als stellvertretender Geschäftsleiter zum Amtsgericht Siegen zurück und wurde 2008 Geschäftsleiter. 
Seit 1996 Mitglied der CDU, rückte er 2009 als direkt gewählter Stadtverordneter in den Rat der Stadt Olpe. 2012 wurde er Vorsitzender der CDU-Ratsfraktion und Mitglied im Vorstand der CDU des Kreises Olpe. 2015 wurde er bei der Kommunalwahl zum Nachfolger des nicht mehr antretenden Bürgermeisters Horst Müller gewählt und setzte sich damit gegen zwei Mitbewerber durch.

## Privat
Peter Weber ist verheiratet und Vater von zwei Söhnen.
| Personendaten    | Personendaten                                     |
| ---------------- | ------------------------------------------------- |
| NAME             | Weber, Peter                                      |
| KURZBESCHREIBUNG | deutscher Politiker (CDU), Bürgermeister von Olpe |
| GEBURTSDATUM     | 14. November 1968                                 |
| GEBURTSORT       | Olpe                                              |